# 1174
1174 (MCLXXIV) je bilo navadno leto, ki se je po julijanskem koledarju začelo na torek.

## Dogodki

### Slovenija
- 3. oktober - Umrlega krškega škofa Henrika I. nasledi Roman II.

### Evropa

#### Veliki upor 1173-1174
- 7. april - Henrik II. namesti Riharda Dovra za canterburyjskega nadškofa. Rihard Dovrski uživa tudi podporo papeštva.
- Spomladi se nadaljuje upor treh sinov angleškega kralja Henrika II.: Henrika Mladega kralja, Godfreja II. Bretonskega in Riharda Poitierškega. Prvo leto upora je bilo zanje porazno in so proti kralju izgubljali na vseh frontah. ↓
- Upor se osredotoči na Normandijo. Škotska vojska, ki podpira upornike, izvede invazijo na Anglijo in prodre vse do juga Anglije. ↓
- → Kralj Henrik II. ignorira škotsko invazijo in izvede protiofenzivo v Franciji. ↓
- → Škotom v Angliji spodleti in ne dosežejo vidnejšega uspeha, ker so rojalistične sile v zavetju gradov. Z invazijo, tokrat na vzhod Anglije, poskusi še flandrijski grof Filip I.. ↓
- 8. julij → Za razliko od Škotov, Henrik II. ne podcenjuje Flandrijcev in se vrne v Anglijo.↓
- → Henrik Mladi Kralj in francoski kralj Ludvik VII. vdreta v Normandijo, vendar jima ne uspe zavzeti ključnih trdnjav. ↓
- → Kralj Henrik II. obišče grob canterburyjskega nadškofa Tomaža Becketa, ki ga je pred štirimi leti ukazal umoriti. Upor sinov ima božjo kazen za umor.
- 13. julij - Bitka pri Alnwicku: škotski kralj Vilijem Lev naredi usodno napako, ko pošlje vojsko plenit po okolici, v vojaškem kampu pa pridrži zgolj okoli 60 vitezov. Po kratkem boju kralja Vilijema zajame lokalni vojaški oddelek, ki ga vodi Ranulf de Glanvill.
- Zajetje škotskega kralja Vilijema močno oslabi upornike, zato se Henrik II. osredotoči izključno na Francijo, kjer se uporni sinovi in francoski kralj en za drugim predajo.↓
- 30. september → Sporazum v Montlouisu: Kralj Henrik II. upor zaključi z diplomacijo: 
  - Upornim sinovom podeli prej prikrajšane ugodnosti.
  - Uporim baronom, na katere prevali krivdo, da možnost, da se odkupijo, potem jim obnovi fevde.
  - S francoskim kraljem Ludvikom VII. ohrani predvojni status quo. Isto velja za grofa Filipa I. Flandrijskega.
  - Manj naklonjenosti izkaže škotskemu kralju Vilijemu Levu: za odkup mu mora predati pet ključnih škotskih utrdb: Roxburgh, Berwick, Jedburgh, Edinburgh in Stirling.
  - Največja poraženka je kraljeva soproga Eleanora Akvitanska, ki jo stalno nadzoruje v hišnem priporu, da ne bi ponovno vplivala na sinove.
- Henrik II. za svojo ljubico javno prizna Rozamundo Clifford.

#### Ostalo po Evropi
- 18. januar - Papež Aleksander III. kanonizira Bernarda iz Clairvauxa.
- 28. junij - Umrlega velikega kneza Vladimir-Suzdala Andreja Bogoljubskega nasledi polbrat Mihael Vladimirski, vendar ima zaradi upora bojarjev težave s prevzemom oblasti. 1175 ↔
- september - Začetek pete italijanske odprave rimsko-nemškega cesarja Friderika I. Barbarosse. Po spustu v Padsko nižino prva pade komuna Susa. Udeležbo na odpravi zavrne saksonski vojvoda Henrik Lev iz hiše Welf, kar postavi pod vprašaj njegovo zavezništvo z Barbarosso.
- 29. oktober - Barbarossa začne oblegati Alessandrijo v Piemontu. 1175 ↔
- Velik požar v Padovi, ki je skoraj v celoti uničena.
- Rekonkvista: Gualdim Pais, portugalski templjar v službi Afonza I., utrjuje in naseljuje opustošena obmejna ozemlja. To leto ustanovi mesto Pombal.
- Bitka pri Thurlesu: Irci zavrnejo kambronormanski poskus prodora v notranjost Irske.
- Newmarket, Anglija: prvi znani ohranjeni rezultati konjske dirke v srednjem veku.
- Začetek gradnje katedrale Monreale na Siciliji.

### Azija

#### Bližnji vzhod
- 15. maj - Sirski vladar (emir Alepa in Damaska) Nur ad-Din umre proti koncu priprav na vojno z nepokornim egiptovskim guvernerjem, oziroma sultanom, Saladinom.
  - Nur ad-Dina nasledi njegov enajstletni sin As-Salih Ismail al-Malik, dejansko oblast prevzame evnuh Gumuštugin, ki mladega emirja umakne v Alep.
  - Saladin korespondenčno priseže vazalno zvestobo mlademu emriju, sicer pa Nur ad-Dinova smrt zanj pomeni popolno politično samostojnost, ki mu omogoča združitev Egipta in Sirije.
  - Nur ad-Dinovo smrt izkoristi jeruzalemski kralj Amalrik I. in začne oblegati Banias, ki ga zavzame. Na poti nazaj zboli z grižo.
  - Nur ad-Dinova smrt ustreza še sultanu Sultanata Rum Kilidžu Arslanu II., ki, razbremenjen z jugovzhoda, hitro porazi Danišmende v vzhodni Anatoliji ub se ponovno zoperstavi Bizantincem. 1176 ↔
- 11. julij - Umre kralj Amalrik I. Nasledi ga trinajstletni  sin Baldvin IV., za katerega pa so nekaj let prej ugotovili, da je okužen z gobavostjo.
  - Za regentstvo se potegujeta baron Miles de Plancy in grof Rajmond III. Tripolitanski. Miles de Placy je še istega leta umorjen. Rajmond III. Tripolitanski za kanclerja nastavi nadškofa Vilijema iz Tira.
  - Najvišjo politično vrednost imata Baldvinovi dedinji, sestri Sibila in Izabela.
- Po Nur ad-Dinovi smrti se vnamejo politični boji med frakcijami za nadzor nad emirjem As-Salihom. ↓
- 23. november → Neslogo izkoristi Saladin, ki se odzove na povabilo prebivalcev Damaska, na katerih mnenje so močno vplivali kleriki. Z majhnim oddelkom vojske nenasilno vstopi v mesto. Saladin se okliče za regenta emirja As-Saliha. ↓
- 30. december → Saladin oblega Alep. Emir As-Salih in regent Gumuštigin zavrneta predajo. 1175 ↔
- Grof Ramale Baldvin Ibelinski predstavi jeruzalemskemu dvoru družino Lusignanskih, v katero je poročil svojo hčerko.

#### Daljni vzhod
- Kitajska (Dinastija Song) podeli Vietnamu ime Annam, ki v tem obdobju geografsko obsega približno isto kot Severni Vietnam med hladno vojno.
- Burma: v Paganski kraljevini zasede prestol Narapatisithu, ki pa ima že od začetka težave z upori. 1190 ↔

### Afrika
- julij - Sicilski kralj Vilijem II. poskusi s pomorsko invazijo na Egipt, vendar ga egiptovski vladar Saladin zavrne.
- avgust - Odsotnost Saladina, ki poskuša zavarovati svoj interes v Siriji, izkoristi beduinsku ljudstvo Banu al-Kanz, ki se polasti Zgornjega Egipta.

## Rojstva
- Emerik I., ogrski kralj († 1204)
- Hedvika Andeška, šlezijska vojvodinja, poljska nadvojvodinja, svetnica († 1243)
- Peter II., aragonski kralj († 1213)
- Riheza Danska, švedska kraljica († 1220)
- Sveti Sava, prvi srbski nadškof, svetnik († 1236)
- Teodor I. Laskaris, nikejski cesar († 1222)

## Smrti
- 18. januar - Vladislav II., češki kralj (* 1110)
- 15. maj - Nur ad-Din, sirski vladar (* 1118)
- 28. junij - Andrej Bogoljubski, veliki knez Vladimir-Suzdala (* 1111)
- 11. julij - Amalrik I., jeruzalemski kralj (* 1136)
- 3. oktober - Henrik I., krški škof
- 30. oktober - Friderick de la Roche, nadškof Tira, jeruzalemski kancler

Neznan datum
- Everard des Barres, tertji veliki mojster vitezov templarjev, benediktanski menih
- Miles de Plancy, jeruzalemski baron, senešal, regent